# Escuderia Lleida
L'Escuderia Lleida és una entitat esportiva catalana dedicada a l'automobilisme que fou fundada a Lleida el 1980. Després d'uns anys d'inactivitat, fou refundada el 1997 i recuperà l'activitat de suport dels pilots socis de l'entitat i l'organització de curses, algunes de les quals vàlides per al Campionat de Catalunya i d'Espanya de l'especialitat. Especialitzada en l'organització de proves de velocitat sobre terra i de fora d'asfalt, el 2002 creà les 4 Hores de Velocitat sobre Terra, convertida en una de les fites més importants d'aquesta pràctica esportiva.